# 池田幸太郎 (首長)
池田幸太郎（いけだ こうたろう、1904年3月4日 - 1989年8月14日）は、日本の政治家・官僚・薬剤師。北海道旭川市出身。1925年東京薬学専門学校（現・東京薬科大学）卒。北海道名寄市市長（1958年 - 1974年）。名寄市名誉市民。

## 人物・来歴
1925年内務省東京衛生試験所に入所。1929年内務省退官。名寄町で家業である薬局を継ぐ。1951年北海道薬剤師会理事。1952年名寄町商工会議所副会頭に就任。同年、名寄町教育委員会委員にも就任(～1956年)。1955年名寄町議会議員に初当選。1958年名寄市が市制施行後、初となる市長選出馬し、名寄市長に初当選。連続3期を務め、1974年同市長を勇退。同年、名寄女子短期大学非常勤講師(薬局運営論)・旭川大学非常勤講師(地方自治論)。1979年名寄女子短期大学・旭川大学の講師を退任。1980年名寄市名誉市民。1981年市立名寄短期大学名誉校友に選ばれる。 
温厚篤実な性格で、責任感の強い人物だったという。

## 主な業績
名寄市を道北の中核都市とするべく、名寄市への企業誘致やピヤシリ山山麓開発、生薬栽培の普及、市民図書館の建設のほか、道北にも高等教育の充実を図るために、1960年に名寄女子短期大学（後の名寄市立大学）の創立に尽力。

## 受賞歴
- 勲四等瑞宝章（1976年）
- 名寄市名誉市民（1980年6月27日）[3]
- 叙五位（1989年）